# Lampa elektryczna

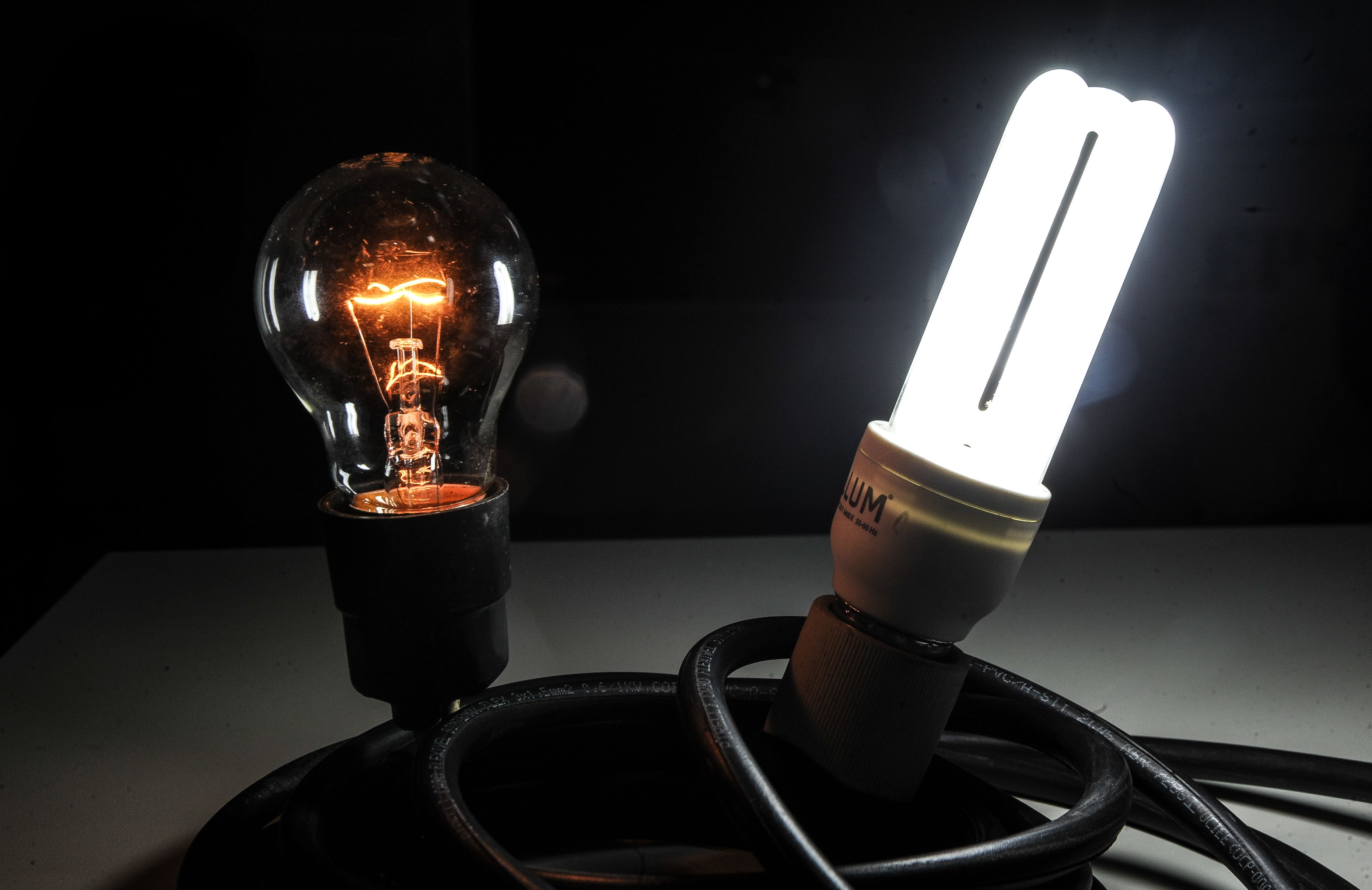
Przykład lamp elektrycznych: żarówka i świetlówka

Lampa elektryczna – lampa w której światło wytwarzane jest w wyniku przepływu prądu elektrycznego. Współcześnie pojęcie często traktowane jako synonim oprawy oświetleniowej (w której popularnie montowane są lampy elektryczne).
Niektóre lampy elektryczne charakteryzują się bardzo dużą skutecznością świetlną, możliwością wytwarzania bardzo dużych strumieni świetlnych, a także łatwością oraz bezpieczeństwem eksploatacji.

## Rodzaje
- lampa plazmowa
- lampa półprzewodnikowa
  - lampa Filament LED
  - lampa LED
  - świetlówka LED
- lampa wyładowcza
  - lampa bezelektrodowa
  - lampa błyskowa
  - lampa fluorescencyjna (lampa jarzeniowa, świetlówka)
    - świetlówka kompaktowa

  - lampa ksenonowa
  - lampa kwarcowa
  - lampa łukowa
    - ksenonowa lampa łukowa (kseon)
    - świeca Jabłoczkowa

  - lampa metalohalogenkowa
  - lampa neonowa (neonówka, neon)
  - lampa rtęciowa (rtęciówka)
  - lampa siarkowa
  - lampa sodowa
  - lampa sollux
  - lampa spektralna
  - lampa światła czarnego
  - lampa szczelinowa
  - lampa z zimna katodą (CCFL)
- lampa żarowa (żarówka)
  - lampa halogenowa (halogen)